# 日魯阿機場
日魯阿機場(英文：Girua Airport)是一個位於巴布亞新畿內亞北部省波蓬德塔之民用機場。

## 航空公司及目的地
- 紐吉尼航空 (莫爾茲比港)

## 外部連結
- www.pacificwrecks.com （页面存档备份，存于）

## 備註
1. ↑  AYGR機場資料由DAFIF提供(2006年10月生效)